# لشبونة فولز (مين)
لشبونة فولز (بالإنجليزية: Lisbon Falls CDP, Maine)‏ هي منطقة سكنية تقع بولاية مين في الولايات المتحدة. تبلغ مساحتها 10.0 كم2، وترتفع عن سطح البحر 34 م، بلغ عدد سكانها 4,100 نسمة في عام 2010 حسب إحصاء مكتب تعداد الولايات المتحدة وتصل الكثافة السكانية فيها 410 نسمة لكل كيلومتر مربع (1,061.9/ميل2).

## التركيبة السكانية
حدّد مكتب تعداد الولايات المتحدة بيانات التركيبة السكانية للشبونة فولز في تعداد الولايات المتحدة. في ما يلي، التركيبة السكانية حسب تعدادي 2000 و2010.

### تعداد عام 2000
بلغ عدد سكان لشبونة فولز 4,420 نسمة بحسب تعداد عام 2000، وبلغ عدد الأسر 1,707 أسرة وعدد العائلات 1,206 عائلة مقيمة في المنطقة السكنية. في حين سجلت الكثافة السكانية 442 نسمة لكل كيلومتر مربع (1,144.8/ميل2). وبلغ عدد الوحدات السكنية 1,798 وحدة بمتوسط كثافة قدره 179.8 لكل كيلومتر مربع (465.7/ميل2).
وتوزع التركيب العرقي للمنطقة السكنية بنسبة 96.99% من البيض و0.63% من الأمريكيين الأفارقة و0.23% من الأمريكيين الأصليين و0.41% من الأمريكيين ذوي الأصول الآسيوية و0.07% من سكان جزر المحيط الهادئ و0.45% من الأعراق الأخرى و1.22% من عرقين مختلطين أو أكثر و1.06% من الهسبانيون أو اللاتينيون من أي عرق.
بلغ عدد الأسر 1,707 أسرة كانت نسبة 39.2% منها لديها أطفال تحت سن الثامنة عشر تعيش معهم، وبلغت نسبة الأزواج القاطنين مع بعضهم البعض 54.1% من أصل المجموع الكلي للأسر، ونسبة 12.7% من الأسر كان لديها معيلات من الإناث دون وجود شريك،  بينما كانت نسبة 3.9% من الأسر لديها معيلون من الذكور دون وجود شريكة وكانت نسبة 29.3% من غير العائلات. تألفت نسبة 22.6% من أصل جميع الأسر من عدة أفراد يعيشون في نفس المنزل ونسبة 7.3% كانت تتألف من شخص يعيش بمفرده يبلغ من العمر 65 عاماً أو أكثر. وبلغ متوسط حجم الأسرة المعيشية 2.59، أما متوسط حجم العائلات فبلغ 3.02.
بلغ العمر الوسطي للسكان 34.7 عاماً. وكانت نسبة 27.4% من القاطنين تحت سن الثامنة عشر، وكانت نسبة 8.7% بين الثامنة عشر والرابعة والعشرين عاماً، ونسبة 32.6% كانت واقعةً في الفئة العمرية ما بين الخامسة والعشرين والرابعة والأربعين عاماً، ونسبة 20.9% كانت ما بين الخامسة والأربعين والرابعة والستين، ونسبة 10.3% كانت ضمن فئة الخامسة والستين عاماً فما فوق. يوجد لكل 100 أنثى 96.8 ذكر، ويوجد لكل 100 أنثى في الثامنة عشر من عمرها فما فوق 94.3 ذكر.
بلغ متوسط دخل الأسرة في المنطقة السكنية 39,224 دولارًا، أما متوسط دخل العائلة فبلغ 42,476 دولارًا. وكان متوسط دخل الذكور 31,735 دولارًا مقابل 20,688 دولارًا للإناث. وسجل دخل الفرد الخاص بالمنطقة السكنية 16,838 دولارًا. وكانت نسبة 8.5% من العائلات ونسبة 10.2% من السكان تحت خط الفقر، وكان من هؤلاء نسبة 14.5% تحت سن الثامنة عشر ونسبة 4.6% في الخامسة والستين من العمر وما فوق.

### تعداد عام 2010
بلغ عدد سكان لشبونة فولز 4,100 نسمة بحسب تعداد عام 2010، وبلغ عدد الأسر 1,701 أسرة وعدد العائلات 1,149 عائلة مقيمة في المنطقة السكنية. في حين سجلت الكثافة السكانية 410 نسمة لكل كيلومتر مربع (1,061.9/ميل2). وبلغ عدد الوحدات السكنية 1,824 وحدة بمتوسط كثافة قدره 182.4 لكل كيلومتر مربع (472.4/ميل2).
وتوزع التركيب العرقي للمنطقة السكنية بنسبة 96.02% من البيض و0.71% من الأمريكيين الأفارقة و0.56% من الأمريكيين الأصليين و0.56% من الأمريكيين ذوي الأصول الآسيوية و0.02% من سكان جزر المحيط الهادئ و0.41% من الأعراق الأخرى و1.71% من عرقين مختلطين أو أكثر و1.59% من الهسبانيون أو اللاتينيون من أي عرق.
بلغ عدد الأسر 1,701 أسرة كانت نسبة 33.7% منها لديها أطفال تحت سن الثامنة عشر تعيش معهم، وبلغت نسبة الأزواج القاطنين مع بعضهم البعض 48.7% من أصل المجموع الكلي للأسر، ونسبة 12.9% من الأسر كان لديها معيلات من الإناث دون وجود شريك،  بينما كانت نسبة 5.9% من الأسر لديها معيلون من الذكور دون وجود شريكة وكانت نسبة 32.5% من غير العائلات. تألفت نسبة 25.9% من أصل جميع الأسر من عدة أفراد يعيشون في نفس المنزل ونسبة 8.1% كانت تتألف من شخص يعيش بمفرده يبلغ من العمر 65 عاماً أو أكثر. وبلغ متوسط حجم الأسرة المعيشية 2.41، أما متوسط حجم العائلات فبلغ 2.87.
بلغ العمر الوسطي للسكان 38.4 عاماً. وكانت نسبة 24.3% من القاطنين تحت سن الثامنة عشر، وكانت نسبة 8.4% بين الثامنة عشر والرابعة والعشرين عاماً، ونسبة 26.9% كانت واقعةً في الفئة العمرية ما بين الخامسة والعشرين والرابعة والأربعين عاماً، ونسبة 28.2% كانت ما بين الخامسة والأربعين والرابعة والستين، ونسبة 12.3% كانت ضمن فئة الخامسة والستين عاماً فما فوق. وتوزع التركيب الجنسي للسكان بنسبة 48.7% ذكور و51.3% إناث.